# Криворучко, Николай Николаевич
Никола́й Никола́евич Кривору́чко (6 декабря 1887, Березняки — 19 августа 1938) — советский военнослужащий, командир РККА, герой Гражданской войны, соратник Г. Котовского, комкор (1935 год), жертва репрессий в Красной Армии 1937—1938 годов.

## Биография
Родился в бедной крестьянской семье. Работал кучером, пекарем, грузчиком, шахтёром. В царской армии служил в 12-м Белгородском уланском полку, вахмистр. Участник Первой мировой войны. В 1917 году организовал партизанский отряд из солдат своего полка, стал его командиром. Действовал в районе Ананьева против гетманских и австро-германских войск.
Криворучко вспоминал: «С ноября 1917 года по апрель 1919-го мы постоянно делали партизанские вылазки. Сотнями столкновений и боёв мы поддерживали восстания в Херсонской губернии». Отряд Криворучко вел бои в районе Балты, сёл Потоцкое, Поплавское, Ганское. Весной 1918 года в бою возле села Волохонивское партизаны захватили у гетманцев два орудия, 4 пулемёта и обоз. Отряд Криворучко стал называться «Первым Советским стрелковым Ананьевским полком», в составе около 3000 штыков и 500 сабель. Весной 1918 года партизаны наладили связи с Одесским комитетом ВКП(б) и по его заданию совершили нападение на железнодорожные станции Чубовка и Лукашевка с немецкими эшелонами. В 1919 году партизаны сорвали мобилизацию в петлюровскую армию в Ананьеве. Криворучко был арестован, но в лесу под селом Коханивка вырвал из рук конвоира винтовку и, отстреливаясь от погони, бежал. Командир взвода, а потом эскадрона в сформированой летом 1919 года 45-й стрелковой дивизии Ионы Якира. Участник похода Южной группы войск 12-й армии в 1919 году.
Член ВКП(б) с октября 1919 года. В составе 45-й стрелковой дивизии сформировалась кавалерийская бригада Котовского.
Криворучко стал командиром эскадрона 2-го кавалерийского полка в её составе. Участвовал в боях против белогвардейских соединений генералов Мартынова и Бредова на левобережье Днестра зимой 1919—1920 годов. В январе 1920 года в селе Лозоватка формировал отдельную кавалерийскую бригаду, принял под командование личный состав Весёлотерновского повстанческого полка.
В советско-польской войне 1919—1921 годов Криворучко — помощник командира, затем командир 2-го кавалерийского полка в кавбригаде Котовского. Отличился в летних боях 1920 года под Белой Церковью, Любаром, Изяславом. В бою под Антонинами-Кульчиным ранен. 23 июля 1920 года под Кременцом кавбригада Котовского попала в окружение, командир был контужен. Прорыв бригады возглавил Криворучко, в решающий момент боя он первым ворвался на позиции поляков, повел за собой эскадроны. Бригада вышла из окружения, вывезла своих раненых.
После заключения перемирия с Польшей продолжались бои против петлюровских войск на Украине. Упорные бои 45-я стрелковая дивизия и бригада Котовского вела в районе Котюжаны против 4-й Киевской (ген. Тютюнника) и 6-й дивизий противника. В ноябре 1920 года начальник штаба 45-й стрелковой дивизии Гарькавый представил доклад о действиях кавбригады Котовского против петлюровских войск: «Вся пехота врага, численностью до 500 человек, взята в плен. В бою возле станции Котюжаны 12 ноября кавбригада разгромила и полностью расстроила 4 и 6 дивизии и нанесла поражение крупнейшей кавалерийской части противника — отдельной кавдивизии, после чего она уже не смогла оправиться… 12 ноября блестяще закончена первая половина операции: разгром живой силы Украинской армии, части которой отдельными отрядами бегут в направлении Проскурова и Ярмолинцев, бросая материальную часть. Основная часть армии… — с оружием в руках перешла на нашу сторону…»
В ночь с 17 на 18 ноября кавбригада Котовского взяла Проскуров, остатки петлюровских войск спешили перейти польскую границу. Полк Криворучко с ходу захватил мост через р. Збруч под Волочиском, отрезав врагам пути для бегства.
За разгром войск УНР под Волочиском и взятие богатых трофеев командир 2-го кавполка Н. Н. Криворучко был награждён орденом Красного Знамени. В реляции о представлении Криворучко к ордену Боевого Красного Знамени за боевые заслуги сказано: «Выдающейся личной храбростью и смелостью, своевременной личной инициативой и решительностью в самые горячие минуты боя он вёл за собой полк и пехоту, которая наступала за кавбригадой, стремительной атакой гнал превосходящие численностью пехоту и кавалерию противника, преследовал его до полного уничтожения»
Криворучко командовал 1-й бригадой 17-й кавалерийской дивизии (так временно называлась кавбригада Котовского) в боях с махновскими отрядами на Правобережной Украине зимой 1920—1921 годов.
В 1921 году — командир полка и помощник командира кавбригады Котовского в боях по ликвидации Антоновского восстания в Тамбовской губернии. 8 июня части бригады под командованием Н. Н. Криворучко разбили возле села Семеновки 16-й Кузнецкий полк, а возле хутора Шкарино разбили отряд Аверьянова. Про этот бой в оперативном донесении штаба Тамбовской группы войск сказано: «Из 300—400 сабель удалось спастись только 50 — 70… Небольшая группа во главе с Аверьяновым на хороших лошадях исчезла… Наши потери: 1 убитый, ранено помкомбрига (Криворучко), помкомполка, сотрудника для поручений при комбриге, командира взвода.» За умелое командование полком и бригадой, личную храбрость в боях на Тамбовщине Криворучко награждён вторым орденом Красного Знамени.
Криворучко возглавил 3-ю кавалерийскую бригаду 9-й Крымской кавалерийской дивизии Котовского при ликвидации Волынской группы генерала Ю. Тютюнника во время Второго Зимнего похода армии УНР. 17 ноября 1921 года в бою возле села Малые Минки на Житомирщине группа Тютюнника была полностью разбита.
В 1921 года — командир Отдельной кавалерийской бригады Котовского, переформированной в 1923 году в 3-ю Бессарабскую кавалерийскую дивизию. После гибели Котовского, в 1925—1935 годах командовал 2-м кавалерийским корпусом.
В 1933 году окончил Военную академию им. Фрунзе.
26 января—10 февраля 1934 года делегат XVII съезда ВКП(б) с решающим голосом от Киевской парторганизации.
Заместитель командующих Киевским (1937 год) и Белорусским (1937—1938 годы) военными округами по кавалерии, член Военного Совета при Наркоме обороны СССР (1935—1938 года).
Вечером 2 июня 1937 года после ареста Якира комкор Николай Криворучко выступил с такими словами:
«... Я заявляю вам, тов. Сталин, и вам, народный комиссар, что по первому вашему приказу, если нужно будет, то я не для Якира славу буду создавать... В корпусе у меня найдутся люди, которые работали не для якировского авторитета. Якир был, Якира сегодня нет – он для нас умер. Якир – это сукин сын, и если нужно, несмотря на то что я с ним проработал 16 лет, я сам возьму его за горло и придушу как жабу... Я заявляю, что в корпусе никакого очковтирательства нет и корпус в любой момент готов к войне...»
Вызван телеграммой в Москву, где арестован 21 февраля 1938 года. Военной коллегией Верховного суда СССР за участие в военно-фашистском заговоре приговорен к расстрелу. Расстрелян 19 августа 1938 года. Реабилитирован 11 апреля 1956 года.
21 февраля 1938 года Криворучко будет арестован на должности заместителя командующего Киевским военным округом по кавалерии и расстрелян 9 августа 1938 года.

## Награды
- Орден Ленина (1935)
- Два ордена Красного Знамени (11.11.1921, 31.10.1930)[5]

## Память
- В Умани (Черкасская область, Украина) есть улица Криворучко.